# Кијара Дајана
Кијара Дајана (енгл. Kiara Diane; Санисајд, Вашингтон, САД, 29. април 1987) америчка је порнографска глумица и модел.

## Каријера
Неколико година је радила као модел, позирала за часописе и снимала рекламе. Каријеру порно-глумице започела је у октобру 2008. године. Била је изабрана за љубимицу Пентхауса за месец јул 2011. године.

## Награде и номинације
- 2010 AVN Award – номинација – Best New Starlet[4]
- 2010 XBIZ Award – номинација – New Starlet of the Year[5]
- 2011 AVN Award – освојила – Best All-Girl Group Sex Scene - Hocus Pocus XX[6]